# Spenglerův pohár 2003
77. ročník Spenglerova poháru se uskutečnil od 26. do 31. prosince 2003. Všechny zápasy se hrály v hale Vailant Areně v Davosu. Vítězem se stal tým Kanady.

## Účastníci
- Kanada – tým složený z Kanaďanů hrajících v Evropě
- HC Davos – hostitel
- Jokerit Helsinky
- Krefeld Pinguine
- Lokomotiv Jaroslavl

## Základní část

### Tabulka
| Tým                 | Z | V | P | R | VG | IG | B |
| ------------------- | - | - | - | - | -- | -- | - |
| HC Davos            | 4 | 3 | 1 | 0 | 21 | 12 | 6 |
| Kanada              | 4 | 3 | 1 | 0 | 17 | 14 | 6 |
| Lokomotiv Jaroslavl | 4 | 2 | 2 | 0 | 13 | 14 | 4 |
| Jokerit Helsinky    | 4 | 1 | 3 | 0 | 8  | 13 | 2 |
| Krefeld Pinguine    | 4 | 1 | 3 | 0 | 11 | 17 | 2 |

### Zápasy
| 26. prosince 2003 15:30 | Jokerit Helsinky | 1–4             | HC Davos | Vaillant Arena |
|                         | Jokerit Helsinky | (0:0, 1:1, 0:3) | HC Davos |                |

| Souhrn zápasu | Souhrn zápasu | Souhrn zápasu | Souhrn zápasu | Souhrn zápasu |
| ------------- | ------------- | ------------- | ------------- | ------------- |
|               |               |               |               |               |

| 26. prosince 2003 20:45 | Kanada | 3–2             | Krefeld Pinguine | Vaillant Arena |
|                         | Kanada | (0:1, 2:1, 1:0) | Krefeld Pinguine |                |

| Souhrn zápasu | Souhrn zápasu | Souhrn zápasu | Souhrn zápasu | Souhrn zápasu |
| ------------- | ------------- | ------------- | ------------- | ------------- |
|               |               |               |               |               |

| 27. prosince 2003 15:30 | Krefeld Pinguine | 2–4             | Jokerit Helsinky | Vaillant Arena |
|                         | Krefeld Pinguine | (1:1, 1:1, 0:2) | Jokerit Helsinky |                |

| Souhrn zápasu | Souhrn zápasu | Souhrn zápasu | Souhrn zápasu | Souhrn zápasu |
| ------------- | ------------- | ------------- | ------------- | ------------- |
|               |               |               |               |               |

| 27. prosince 2003 20:45 | Lokomotiv Jaroslavl | 5–2             | HC Davos | Vaillant Arena |
|                         | Lokomotiv Jaroslavl | (0:0, 2:1, 3:1) | HC Davos |                |

| Souhrn zápasu | Souhrn zápasu | Souhrn zápasu | Souhrn zápasu | Souhrn zápasu |
| ------------- | ------------- | ------------- | ------------- | ------------- |
|               |               |               |               |               |

| 28. prosince 2003 15:30 | Krefeld Pinguine | 5–2             | Lokomotiv Jaroslavl | Vaillant Arena |
|                         | Krefeld Pinguine | (2:1, 1:0, 2:1) | Lokomotiv Jaroslavl |                |

| Souhrn zápasu | Souhrn zápasu | Souhrn zápasu | Souhrn zápasu | Souhrn zápasu |
| ------------- | ------------- | ------------- | ------------- | ------------- |
|               |               |               |               |               |

| 28. prosince 2003 20:45 | Jokerit Helsinky | 2–4             | Kanada | Vaillant Arena |
|                         | Jokerit Helsinky | (1:0, 1:3, 0:1) | Kanada |                |

| Souhrn zápasu | Souhrn zápasu | Souhrn zápasu | Souhrn zápasu | Souhrn zápasu |
| ------------- | ------------- | ------------- | ------------- | ------------- |
|               |               |               |               |               |

| 29. prosince 2003 15:30 | Kanada | 6–3             | Lokomotiv Jaroslavl | Vaillant Arena |
|                         | Kanada | (0:0, 3:1, 3:2) | Lokomotiv Jaroslavl |                |

| Souhrn zápasu | Souhrn zápasu | Souhrn zápasu | Souhrn zápasu | Souhrn zápasu |
| ------------- | ------------- | ------------- | ------------- | ------------- |
|               |               |               |               |               |

| 29. prosince 2003 20:45 | HC Davos | 8–2             | Krefeld Pinguine | Vaillant Arena |
|                         | HC Davos | (3:1, 2:0, 3:1) | Krefeld Pinguine |                |

| Souhrn zápasu | Souhrn zápasu | Souhrn zápasu | Souhrn zápasu | Souhrn zápasu |
| ------------- | ------------- | ------------- | ------------- | ------------- |
|               |               |               |               |               |

| 30. prosince 2003 15:30 | HC Davos | 7–4             | Kanada | Vaillant Arena |
|                         | HC Davos | (2:1, 3:0, 2:3) | Kanada |                |

| Souhrn zápasu | Souhrn zápasu | Souhrn zápasu | Souhrn zápasu | Souhrn zápasu |
| ------------- | ------------- | ------------- | ------------- | ------------- |
|               |               |               |               |               |

| 30. prosince 2003 20:45 | Lokomotiv Jaroslavl | 3–1             | Jokerit Helsinky | Vaillant Arena |
|                         | Lokomotiv Jaroslavl | (0:1, 0:0, 3:0) | Jokerit Helsinky |                |

| Souhrn zápasu | Souhrn zápasu | Souhrn zápasu | Souhrn zápasu | Souhrn zápasu |
| ------------- | ------------- | ------------- | ------------- | ------------- |
|               |               |               |               |               |

## Finále
| 31. prosince 2003 12:00 | HC Davos | 4–7             | Kanada | Vaillant Arena |
|                         | HC Davos | (1:3, 1:1, 2:3) | Kanada |                |

| Souhrn zápasu | Souhrn zápasu | Souhrn zápasu | Souhrn zápasu | Souhrn zápasu |
| ------------- | ------------- | ------------- | ------------- | ------------- |
|               |               |               |               |               |

## All-star team
- Brankář: Robert Müller – (Krefeld Pinguine)
- Obránci: Jame Pollock – (Kanada), Sami Helenius – (Jokerit Helsinky)
- Útočníci: Stacy Roest - (Kanada), Oleg Petrov – (HC Davos), Vladimir Antipov - (Lokomotiv Jaroslavl)